# Superallsvenskan i ishockey 2005
Superallsvenskan i ishockey 2005 var en fortsättningsserie till Allsvenskan i ishockey 2004/2005. Kvalificerade lag var de 4 främsta i respektive Allsvenskan Norra och Allsvenskan Södra. De två främsta lagen när Superallsvenskan var slutspelad gick till kvalserien till Elitserien i ishockey 2005, medan lag 3-6 gick vidare till playoff till kvalserien. För de två sista lagen var säsongen färdigspelad, men de var kvalificerade för spel i Allsvenskan nästkommande säsong. Matcherna spelades med trepoängssystem, max fem minuters overtime men fr.o.m. säsongen 2004/2005 inget avgörande på straffar.

## Tabell
| Nr | Lag                | S  | V  | O | F  | ÖV | ÖF | GM | IM | MS  | P  |
| -- | ------------------ | -- | -- | - | -- | -- | -- | -- | -- | --- | -- |
| 1  | Leksands IF        | 14 | 8  | 4 | 2  | 3  | 1  | 54 | 32 | +22 | 31 |
| 2  | Skellefteå AIK     | 14 | 10 | 1 | 3  | 0  | 0  | 46 | 37 | +9  | 31 |
| 3  | IK Nyköping Hockey | 14 | 8  | 3 | 3  | 1  | 1  | 39 | 34 | +5  | 28 |
| 4  | Rögle BK           | 14 | 9  | 0 | 5  | 0  | 0  | 53 | 34 | +19 | 27 |
| 5  | IK Oskarshamn      | 14 | 5  | 2 | 7  | 0  | 1  | 28 | 33 | −5  | 17 |
| 6  | Bofors IK          | 14 | 4  | 3 | 7  | 0  | 0  | 38 | 52 | −14 | 15 |
| 7  | Hammarby IF        | 14 | 2  | 2 | 10 | 0  | 1  | 31 | 45 | −14 | 8  |
| 8  | IF Björklöven      | 14 | 2  | 1 | 11 | 0  | 0  | 34 | 56 | −22 | 7  |

Tabelldata är hämtade från svenska ishockeyförbundet.
Leksands IF och Skellefteå AIK till Kvalserien till Elitserien i ishockey 2005. Lag 2-6 gick vidare till Playoff